# Groene Alternatieve Stem
Groene Alternatieve Stem (GRAS) was een Belgische lokale politieke partij te Boom en Niel.

## Geschiedenis
Deze aan Agalev gelieerde lokale partij nam deel aan de gemeenteraadsverkiezingen van 1982 te Boom en Niel. In beide gemeenten in de Rupelstreek slaagde ze erin een plaats in de gemeenteraad te veroveren. In Boom overtuigde GRAS 9,53% van de kiezers (1 zetel) en in Niel 13,91% (2 zetels). Verkozenen waren E. Boey te Boom en L. Ceuppens en A. Brits te Niel. In beide gemeenten belandde de partij in de oppositie.